# 上高街道
上高街道，是中华人民共和国山東省泰安市泰山区下辖的一个乡镇级行政单位。

## 行政区划
上高街道下辖以下地区：
利民小区社区、东岳小区社区、华新社区、南上高村、訾家灌庄村、黄家庄村、郭家灌庄村、西张庄村、上高镇村、大沟头村、北沟头村、韩家结庄村、岔河村、范家灌庄村、魏家庄村、中上高村、桑家疃村、西张店村、北上高村、宁家结庄村、凤台村、施家结庄村和小井村。